# Pierrotkragen

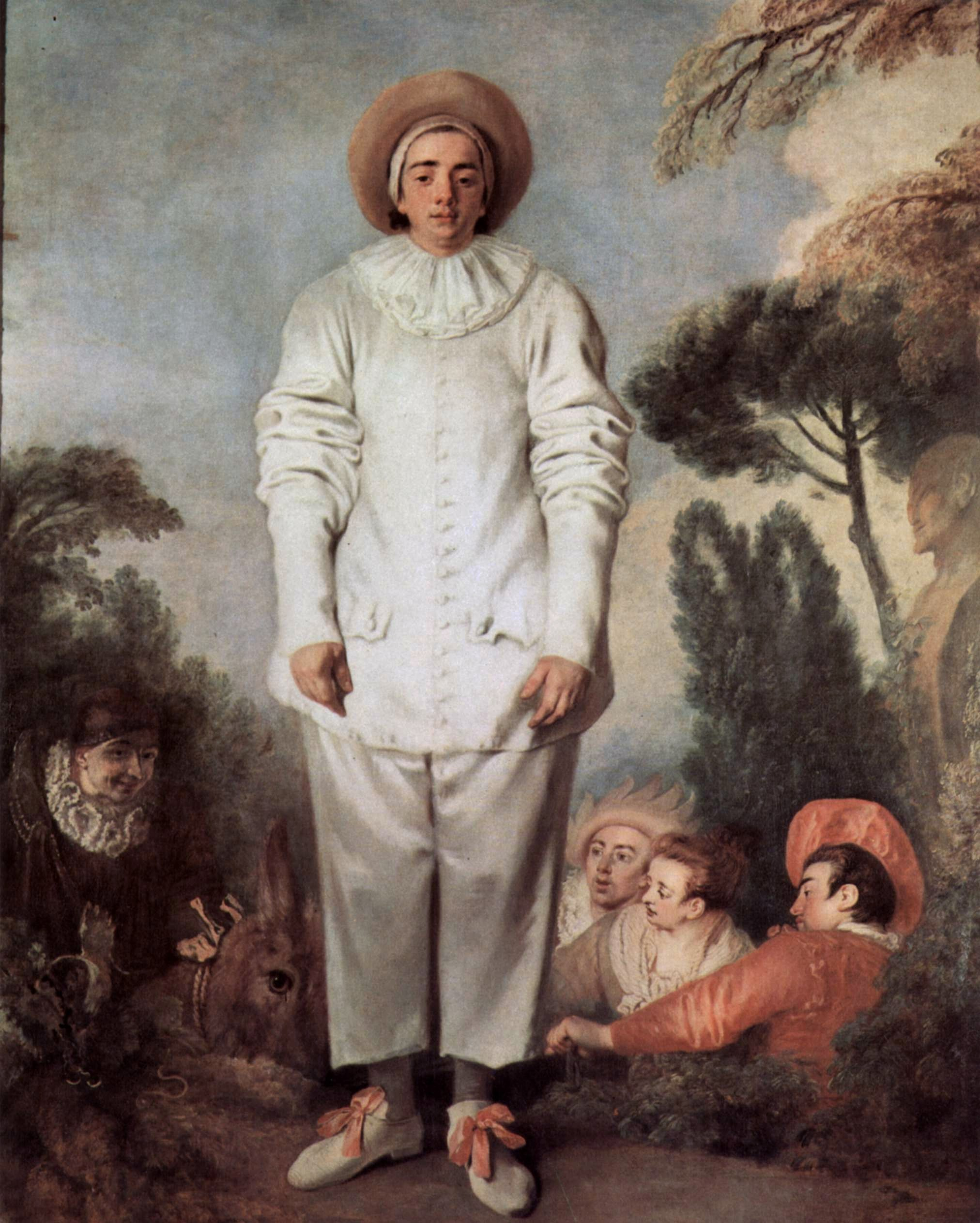
Antoine Watteau: Gilles, um 1718. Anfang des 18. Jahrhunderts hieß der Vorläufer des Pierrot noch "Gilles", hatte aber schon das weiße Kostüm mit typischem Pierrotkragen.

Der Pierrotkragen (auch Narrenkragen oder Clownskragen) ist ein der Halskrause nachempfundener Kragen. Der Kragen war Teil des Kostüms der Lustspielfigur Pierrot und wurde nach diesem benannt.

## Geschichte
Die Geschichte des Pierrotkragens reicht weiter in die Zeit zurück, als die Figur des Pierrot selbst. Bereits im Mittelalter trugen die Hofnarren einen derartigen Kragen. Zur damaligen Zeit waren Halskrausen und ähnliche Kragen, eigentlich Leuten höheren Ranges vorbehalten (Bischöfen, Priestern, Richtern etc.). Schon der Kontrast des Narren (als Repräsentanten alles Lasterhaften und Sündigen) zu eben genannter Personengruppe galt damals schon als komödiantischer Effekt. Die Figur des Pierrot geht auf den italienischen Pedrolino – einen Charakter der Commedia dell’arte – zurück. Pierrot – ein dienender, liebenswerter Clown – war vornehmlich in großen weißen Kostümen gewandet, zu denen er den typischen Kragen trug. Mit der Figur des Pierrot wurde der Kragen zum Markenzeichen der späteren Harlekine und Zirkusclowns.

## Zeitgenössische Erscheinungsformen
Zuerst in den dreißiger und später in den achtziger Jahren des Zwanzigsten Jahrhunderts erfuhr der Pierrotkragen eine Renaissance in der Modewelt. Bedeutende zeitgenössische Designer wie z. B. Viktor & Rolf kombinierten Pierrotkragen in ihren Kollektionen oder ließen sich von ihm inspirieren. So widmeten sie ihre Frühjahr/Sommer-Kollektion im Jahr 2008 gänzlich dem Thema Pierrot. Immer wieder lässt auch heutzutage in Kollektionen junger Modedesigner der typische Kragen vorfinden, wie zuletzt (Herbst/Winter 2010) in einer am Thema Zirkus inspirierten Kollektion an der HAW in Hamburg.

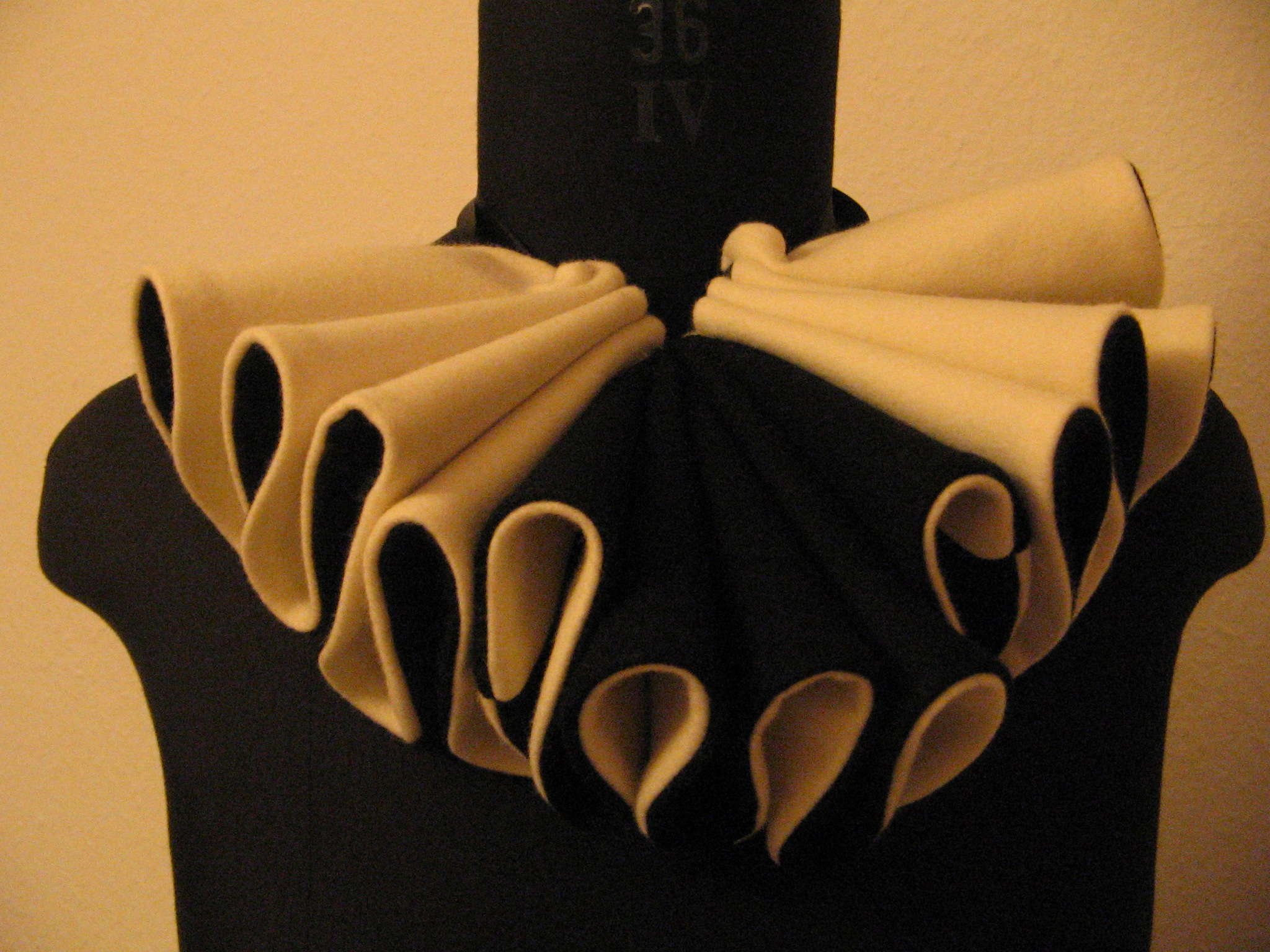
Pierrotkragen einer Modedesignstudentin der HAW-Hamburg